# Energia Circular Sport Clube
O Energia Circular Sport Clube foi um clube brasileiro de futebol, da cidade de Salvador, no Estado da Bahia. Suas cores eram o preto e o branco.
O Energia Circular foi um clube de futebol fundado em Salvador no dia 8 de março de 1932. O clube é o maior campeão do Campeonato Baiano Série B ao lado do Jequié, Galícia e Redenção possuindo três  conquistas, sendo esses os únicos títulos profissionais do clube. Foi um clube muito profissional no estado da Bahia na década de 30 e 40, porém, assim como diversos outros clubes do estado, foi extinto antes mesmo de conquistar um grande lugar na história do futebol do estado.

## História
O Energia Circular surgiu da empresa de transporte urbano de mesmo nome. Estreou no Campeonato Baiano de Futebol em 1932, sua maior conquista foi obter um vice-campeonato em 1934.[carece de fontes?] Em 1935 quando a LBDT (Liga Bahiana de Desportos Terrestres) recriou a Segunda Divisão que não era disputada desde 1923, porém não existia acesso direto, o campeão tinha que disputar uma melhor de três jogos com o último colocado da Primeira Divisão, foi neste ano que o Energia Circular foi último colocado do Campeonato Baiano de Futebol e foi derrotado pelo São Pedro, campeão da 2ª Divisão, e assim rebaixado. Em 1936 o Energia foi campeão da Segunda Divisão, mas foi derrotado pelo Fluminense Foot-Ball permanecendo assim na Segunda Divisão, porém no ano seguinte obteve novamente o título e mais uma vez enfrentou o Fluminense Foot-Ball, desta vez sagrou-se vencedor e retornou a Primeira Divisão.[carece de fontes?] Em 1938 fez uma campanha razoável na competição, mas desistiu de seguir na elite e no ano seguinte se inscreveu na Segunda Divisão onde sagrou-se vice-campeão ao perder o título para a Associação Desportiva Guarany. No ano seguinte, em 1940, foi novamente campeão e obteve o direito de, em 1941, disputar com o Botafogo Sport Club, lanterna da 1ª Divisão, o direito de disputar uma vaga na competição, porém o Energia Circular foi derrotado em 4 a 2 e 3 a 0 e manteve-se na Segunda Divisão quando a mesma foi extinta em 1942 retornando apenas em 1967.

## Títulos
| ESTADUAIS | ESTADUAIS                   | ESTADUAIS | ESTADUAIS         |
|           | Competição                  | Títulos   | Temporadas        |
|           | Campeonato Baiano - Série B | 3         | 1936, 1937 e 1940 |
| --------- | --------------------------- | --------- | ----------------- |